# EZ Rollers
EZ Rollers е британска дръм енд бейс група, създадена от Джей Хърън (Jay Hurren)(познат като JMJ), Алекс Банкс (Alex Banks) и Кели Ричърдс (Kelly Richards). Групата е създадена през 1995 г. в Норфолк, Англия.

## Албуми
- Dimensions Of Sound (1996)
- Weekend World (1998)
- Titles Of The Unexpected (2002)
- Lickable Beats (2003)